# Erik-Balling-Reisestipendium
Das Erik-Balling-Reisestipendium (dänisch: Erik Ballings Rejselegat) ist ein dänischer Kultur- und Filmpreis, der 2006 zum  100. Geburtstag der Filmgesellschaft Nordisk Film ins Leben gerufen wurde. 
Die Auszeichnung wird an eine Person verliehen, die sich durch selbst kreierte Werke, Schaffen oder mit anderen Tätigkeiten rund um den dänischen Film innerhalb eines Jahres besonders verdient gemacht hat. Des Weiteren soll der Preisträger damit ein größeres Publikum angesprochen und die Popularität des dänischen Films besonders unterstützt haben, wie es der Namensgeber Erik Balling mit seinen Filmen erreicht hat.
Reisen stellten für Erik Balling sowie seinen Partner und Kollegen Henning Bahs über die vielen Jahre ihres Berufsleben eine Quelle ihrer Kreativität und Inspiration dar. Das Reisestipendium soll bei den Preisträgern Gleiches bewirken und neue Kräfte schöpfen lassen sowie bei ihrem weiteren Werdegang fördern. Das Preisgeld beträgt dafür 75.000 Dänischen Kronen (DKK), das vom Nordisk Film Fonden gestiftet wurde. Im ersten Jahr der Vergabe 2006 wurden vier Personen zugleich ausgezeichnet. Ab dem Jahr 2007 wurden nur noch eine oder zwei Personen bedacht.
Zur Jury werden jedes Jahr bekannte Personen oder ehemalige Preisträger aus dem dänischen Kulturbereich sowie der Filmbranche bestimmt, wie z. B. 2017 Mikael Christian Rieks als Vorsitzender, Ask Hasselbalch (Vorjahressieger), Birgitte Hjort Sørensen  (Schauspielerin) und Mia Stensgaard (Szenografin).
Seit dem Jahr 2017 wird das Erik-Balling-Reisestipendium immer Anfang November zusammen mit den zwei anderen Preisen von Nordisk Film, dem Ove-Sprogøe-Preis und dem Nordisk Filmpreis, auf der gemeinsamen Festveranstaltung Isbjørnen (Der Eisbär) verliehen.

## Preisträger
- 2006: wurden mehrere Personen zugleich ausgezeichnet:
  - Filmregisseur und Drehbuchautor Nikolaj Arcel
  - Filmregisseur und Drehbuchautor Anders Østergaard
  - Schriftstellerin und Journalistin Lise Nørgaard
  - Komponist und Pianist Bent Fabricius-Bjerre
- 2007: Kameramann und Standfotograf Dan Laustsen
- 2008: Regisseur Adam Neutzsky-Wulff
- 2009: Drehbuchautor, Filmproduzent und Regisseur Åke Sandgren
- 2010: Filmregisseurin Susanne Bier
- 2011: Filmregisseur und Drehbuchautor Martin Zandvliet
- 2012: Filmproduzent Rene Ezra und Tomas Radoor
- 2013: Filmproduzentinnen Sisse Graum Jørgensen und Louise Vesth
- 2014: Drehbuchautorin Maya Ilsøe
- 2015: Drehbuchautorin May el-Toukhy
- 2016: Regisseur Ask Hasselbalch
- 2017: Filmregisseurin und Szenenbildnerin Sabine Hviid
- 2018: Schauspielerinnen und Drehbuchautorinnen Ditte Hansen und Louise Mieritz
- 2019: VFX Supervisor Peter Hjorth[4]
- 2020: Kamerafrau Louise McLaughlin[5]
- 2021: Filmregisseurin Lisa Jespersen und Drehbuchautorin Sara Jønsson[6]
- 2022: Filmregisseur und Drehbuchautor Frelle Petersen[7]
- 2023: Drehbuchautorin Mette Heeno[8]
- 2024: Filmregisseur und Drehbuchautor Christian Andersen[9]